# Fell in Love with a Girl
Fell in Love with a Girl è una canzone dalla rock band statunitense The White Stripes, scritta e prodotta da Jack White per il terzo album studio della band, White Blood Cells, del 2001. Pubblicato nel 2002 come secondo singolo dell'album, ha raggiunto il 21º posto sia negli Stati Uniti Bubbling Under Hot 100 che nella Official Singles Chart.
In un numero di Rolling Stone la canzone viene inserita al 58º posto fra le 100 migliori canzoni degli anni duemila.

## Videoclip
Il video musicale è un LEGO animato, diretto da Michel Gondry. Il regista ha presentato il figlio all'inizio del video, mentre costruiva con i mattoncini LEGO. I colori principali presenti nel video sono bianco, nero e rosso. I The White Stripes non riuscivano a trovare un accordo con i responsabili della LEGO, così hanno dovuto acquistare una grande quantità di scatole di LEGO per il video.
In un'intervista Michel Gondry ha rivelato che i The White Stripes avevano contattato la LEGO Group nella speranza di avere un piccolo set LEGO in allegato ad ogni singolo del disco, con il quale si poteva costruire una versione LEGO di Jack White e Meg White. LEGO Group si è rifiutata, dicendo: "che non avrebbero mai fatto mercato del loro prodotto a persone di età superiore ai dodici anni." Una volta che il video è diventato un successo mondiale, la LEGO contattò i The White Stripes di nuovo chiedendo se potevano ricostruire l'accordo per avere i LEGO confezionati con il singolo. Questa volta, però, Jack White ha rifiutato della rabbia.

## Premi
Il video ha vinto tre MTV Video Music Awards nel 2002:
- Breakthrough Video
- Migliori Effetti Speciali
- Miglior Montaggio

Ha inoltre ricevuto una nomination per Video dell'anno, ma ha perso contro Eminem "Without Me".

## Tracklist
CD singolo
1. Fell in Love with a Girl
2. Let's Shake Hands
3. Lafayette Blues

CD single (UK Version - Part 2)
1. Fell in Love with a Girl
2. Lovesick (live)
3. I Just Don't Know What to Do with Myself (live)

7" singolo
1. Fell in Love with a Girl
2. I Just Don't Know What to Do with Myself